# Zespół Devica
Zespół Devica (zapalenie rdzenia i nerwów wzrokowych, ang. Devic syndrome, Devic's disease, neuromyelitis optica) – rzadka choroba, w której własny układ odpornościowy atakuje rdzeń kręgowy i nerwy wzrokowe. Powoduje to zapalenie rdzenia i nerwów wzrokowych i w konsekwencji ich demielinizację. Zespół Devica jest często mylony z początkami stwardnienia rozsianego (SM), jednak wymaga odmiennego leczenia. Zmiany powodują: osłabienie mięśni lub porażenie nóg lub rąk, utratę czucia, zaburzenia widzenia aż do ślepoty, głównie jako spadek ostrości widzenia lub dysfunkcji pęcherza moczowego, jelit.

## Diagnoza
W 2006 badacze z Kliniki Mayo w USA opublikowali nowe kryteria diagnozy zespołu Devica. Do postawienia diagnozy wymagane jest spełnienia dwóch kryteriów bezwzględnych i dwóch z trzech kryteriów pomocniczych.
Kryteria bezwzględne:
1) zapalenie nerwu wzrokowego
2) zapalenie rdzenia kręgowego
Kryteria pomocnicze:
1) Rezonans magnetyczny mózgu na początku choroby nie spełnia kryteriów dla SM – czułość 97%, swoistość 30%
2) W rezonansie rdzenia widoczne sąsiadujące zmiany na długości co najmniej 3 kręgów – czułość 98%, swoistość 83%. Wystąpienie obu kryteriów ma czułość 94% i specyficzność 96%.
3) Przeciwciała przeciw akwaporynie 4 – czułość 76% swoistość 94%. W teście diagnostycznym z użyciem komórek ludzkich produkujących akwaporynę 4 czułość osiąga 90% a swoistość 100%.
Inną cechą różniącą zespół Devica od SM jest występowanie u ponad 80% chorych na stwardnienie wielospecyficznych przeciwciał przeciw co najmniej dwóm wirusom spośród wirusów odry, różyczki i ospy wietrznej. Tylko kilka % chorych na zespół Devica posiada takie przeciwciała.

## Patofizjologia
Chociaż zapalenie może także dotknąć mózg, to zmiany są inne niż w przypadku stwardnienia rozsianego (SM) pod względem struktury i rozmieszczenia. W Zespole Devica zmiany charakteryzują się złogami immunoglobulin G i M razem z produktami aktywacji dopełniacza wokół pogrubionych, hialinowanych naczyń krwionośnych. Rozmieszczenie tych złogów przypomina rozmieszczenie białka akwaporyny 4 w zdrowych tkankach. Białko to tworzy kanały do transportu wody przez powierzchnię astrocytów budujących barierę krew-mózg. W przeciwieństwie do SM, w Zespole Devica zmiany charakteryzują się ubytkiem akwaporyny 4 bez względu na stopień demielinizacji, martwicy tkanek czy miejsca występowania zmian. W SM ubytek akwaporyny 4 w zmianach zależy od stopnia demielinizacji.
Wysokie stężenie przeciwciał przeciw akwaporynie 4 (przeciwciał anty-AQP4) jest skorelowane ze ślepotą i wielkością zmian. Po podaniu leków immunosupresyjnych, w okresie wolnym od nawrotów choroby, stężenie jest niższe. Chociaż ataki są skorelowane z podwyższeniem poziomu przeciwciał przeciw akwaporynie 4, to niekiedy u niektórych chorych poziom ten jest wyższy w czasie remisji niż u innych chorych w czasie ataku. U niektórych chorych przyjmujących immunosupresanty wysoki poziom przeciwciał przeciw akwaporynie 4 nie przekłada się na ataki choroby. U myszy przeciwciała przeciw akwaporynie 4 stają się chorobotwórcze dopiero po dotarciu do miejsca objętego zapaleniem, albo po podaniu razem z ludzkim dopełniaczem pobranym od pacjentów. W tym przypadku uszkodzenie mieliny nastąpiło przed infiltracją komórek zapalnych. Samo zapalenie zwiększa produkcję akwaporyny 4.

## Epidemiologia
Zespół Devica u białych stanowi prawdopodobnie poniżej 1% zachorowań na choroby demielinizacyjne centralnego układu nerwowego. Mediana wieku zachorowania jest przed 40. rokiem życia – około 10 lat później niż w typowym SM. 85% chorych to kobiety.
W Japonii blisko 30% chorych na SM choruje na wzrokowo-rdzeniową formę SM. Forma ta jest podobna do zespołu Devica pod względem wieku zachorowania, obrazów rezonansu, płynu mózgowo-rdzeniowego, występowania przeciwciał przeciw akwaporynie co wskazuje, że może to być ta sama choroba.

## Leczenie
Do 2011 nie było żadnych randomizowanych badań klinicznych ze ślepą próbą. Kortykosterydy pomagają w 80% ostrych ataków. Około 60% pacjentów doznaje co najmniej umiarkowanej poprawy w ciągu dni od rozpoczęcia plazmaferezy. W celu zapobiegania atakom choroby stosuje się leki immunosupresyjne takie jak: azatiopryna z prednizonem, mykofenolan mofetylu z prednizonem, rytuksymab, mitoksantron, immunoglobuliny G, cyklofosfamid. Po leczeniu 25 chorych rytuksymabem, zmniejszającym liczbę limfocytów B produkujących przeciwciała, liczba ataków choroby spadła z od 0,5 – 5 rocznie (mediana 1,7) do od 0 – 3,2 rocznie (mediana 0). Niepełnosprawność, mierzona EDSS, ustabilizowała się u 9 chorych, zmniejszyła się u 11 a u 5 zwiększyła się z czego 2 zmarło. Po leczeniu 24 chorych mykofenolanem mofetylu mediana ataków spadła z 1,28 do 0,09 rocznie. Niepełnosprawność, mierzona EDSS, ustabilizowała się u 15 chorych, zmniejszyła się u 7 a u 2 zwiększyła się z czego jedna osoba zmarła.

## Rokowanie
Jeśli choroba rozpoczęła się ostrym zapaleniem nerwów wzrokowych z jednoczesnym, lub w odstępie dni, zapaleniem rdzenia, to prawdopodobniej choroba będzie miała przebieg jednofazowy z późniejszą remisją. Około 20% chorych jest ślepych na co najmniej jedno oko, a około 30% jest sparaliżowanych. Przeżywalność po 5 latach wynosi 90%.
Jednakże u co najmniej 85% chorych choroba ma przebieg nawracający z atakami na nerwy wzrokowe lub rdzeń. Ataki następują w odstępie miesięcy albo lat. 55% chorych ma nawrót w ciągu roku, 78% w ciągu 3 lat i 90% w ciągu 5 lat. W ciągu 5 lat ponad połowa chorych jest ślepa na jedno oko albo nie może chodzić bez pomocy. Ciężkie, wstępujące zapalenie rdzenia na odcinku szyjnym grozi niewydolnością oddechową, a w konsekwencji śmiercią, co następuje u około 1/3 chorych. Przeżywalność po 5 latach wynosi ok. 70%.

## Historia
Chorobę opisali Eugène Devic i Fernand Gault w 1894. Eponim choroby (zespołu) Devica wprowadził Acchiote w 1907.